# 528
Évszázadok: 5. század – 6. század – 7. század
Évtizedek: 470-es évek – 480-as évek – 490-es évek – 500-as évek – 510-es évek – 520-as évek – 530-as évek – 540-es évek – 550-es évek – 560-as évek – 570-es évek
Évek: 523 – 524 – 525 – 526 –  527 – 528 – 529 – 530 – 531 – 532 – 533

## Események

### Bizánci Birodalom
- Iusztinianosz császár a neves jogtudós, Tribonianus részvételével bizottságot állít fel, melynek össze kell gyűjtenie valamennyi, még érvényben lévő törvényt és rendeletet. Ez a gyűjtemény lesz a Corpus iuris civilis.
- Az ibériai háborúban a bizánciak erődöt kezdenek építeni az észak-mezopotámiai Thannuriszban. A perzsák megfutamítják az építkezés védelmét biztosító Belisariust és lerombolják az erődöt. Iusztinianosz az örményországi csapatokat külön főparancsnokság alá helyezi.
- A két évvel ezelőtti katasztrofális földrengés után újabb földrengés sújtja Antiokheiát és környékét, lerombolva az újjáépített épületeket és több ezer emberéletet követelve.
- Iusztinosz főparancsnok (magister militum) elesik a dunai limes mentén a bolgárok ellen vívott csatában.

### Távol-Kelet
- Az észak-kínai Északi Vej dinasztia 18 éves császára, Hsziaoming véget akar vetni anyja, Hu császárné régensségének és összeesküvést sző Ercsu Zsung hadvezérrel. Mikor Hu császárné ezt megtudja, megmérgezteti a fiát és annak másfél hónapos lányát kiáltja ki császárrá, azt állítva róla hogy fiú. Röviddel később mégis bejelenti hogy a "császár" lány, ezért a dinasztiából egy árva két éves fiút, Jüan Csaót emel a trónra.
- Ercsu Zsung bevonul a fővárosba, Lojangba, elfogatja Hu császárnét és Jüan Csaót, majd mindkettejüket a Sárga-folyóba fojtatja. A dinasztiából a 21 éves Jüan Cijut kiáltja ki császárrá, aki a Hsziaocsuang uralkodói nevet veszi fel.
- Szong, a koreai Pekcse király államvallássá teszi a buddhizmust.

### India
A Jaszodarman malvai király vezette hindu szövetség a szondani csatában döntő vereséget mér Mihirakulára, az északnyugat-indiai alhon hunok királyára. Az indiaiak egy évtizeden belül teljesen kiűzik a hunokat Pandzsábból.

## Halálozások
- Vej Hsziaoming-ti, az Északi Vej császára
- Jüan Csao, az Északi Vej császára
- Anicia Iuliana, Olybrius nyugatrómai császár lánya

## Fordítás
- Ez a szócikk részben vagy egészben  a(z)   528 című angol Wikipédia-szócikk ezen változatának fordításán alapul.  Az eredeti cikk szerkesztőit annak laptörténete sorolja fel. Ez a jelzés csupán a megfogalmazás eredetét és a szerzői jogokat jelzi, nem szolgál a cikkben szereplő információk forrásmegjelöléseként.